# Der Telök
Der Telök ist ein Stand-Up-Comedy-Duo, das aus Martin Fromme und seinem Partner Dirk Sollonsch besteht. Beide wurden 1962 in Wanne-Eickel geboren.
Seit 1986 tritt das Duo auf, das vor allem im Ruhrgebiet unterwegs ist. Fromme und Sollonsch waren gemeinsam bereits bei verschiedenen Fernsehsendungen zu sehen, unter anderem bei ARD, ZDF, WDR, MDR, RTL, der Harald Schmidt Show und TV total.
Martin Fromme wurde 1½-armig geboren. Er gehört zu den Protagonisten der Para-Comedy auf dem Sender Comedy Central. Anfang 2007 war Fromme bei Johannes B. Kerner in der Talkshow als Gast. Im Jahre 2009 war Fromme in der Episode Gernot (04x07) in der Fernsehserie Stromberg zu sehen, wo er die Rolle des unsympathischen Gernot Graf spielte.